# Флора Туреччини

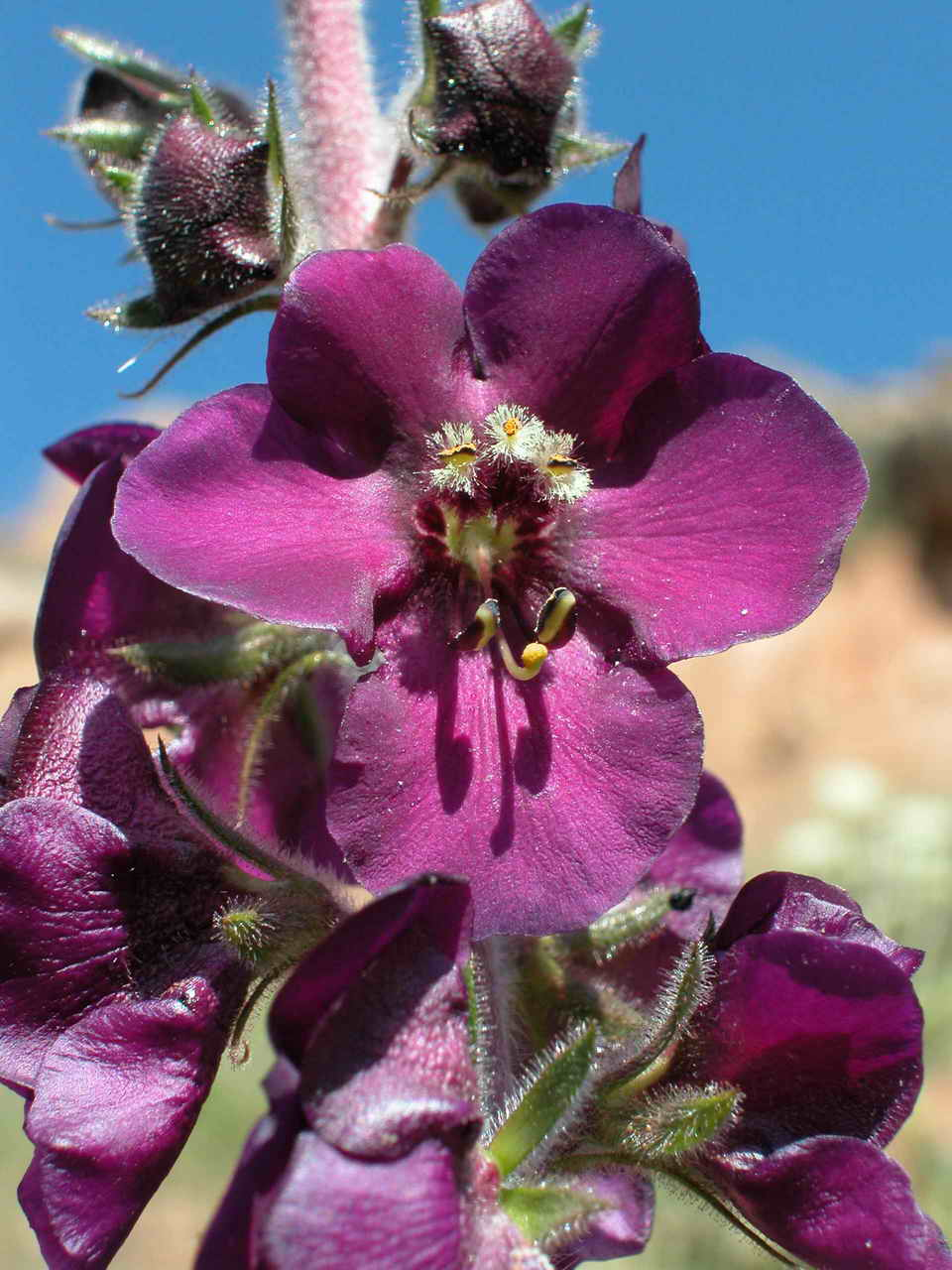
Verbascum wiedemannianum: типовий представник центральноантатолійського степу. Як і більшість турецьких представників роду Verbascum- ендемік Анатолії.

Станом на 2000 рік відомо близько 9300 видів рослин, які можна знайти на території Туреччини. Значення цього числа стає очевидним, якщо порівняти його з Європою в цілому, де знаходять лише на 24% більше видів рослин (близько 11500).
Найважливішою причинами великого біорізноманіття рослин в Туреччині вважають відносно велику частку ендеміків у поєднанні з великою кліматичною та ґрунтовою різноманітністю.

## Енедеміки
.

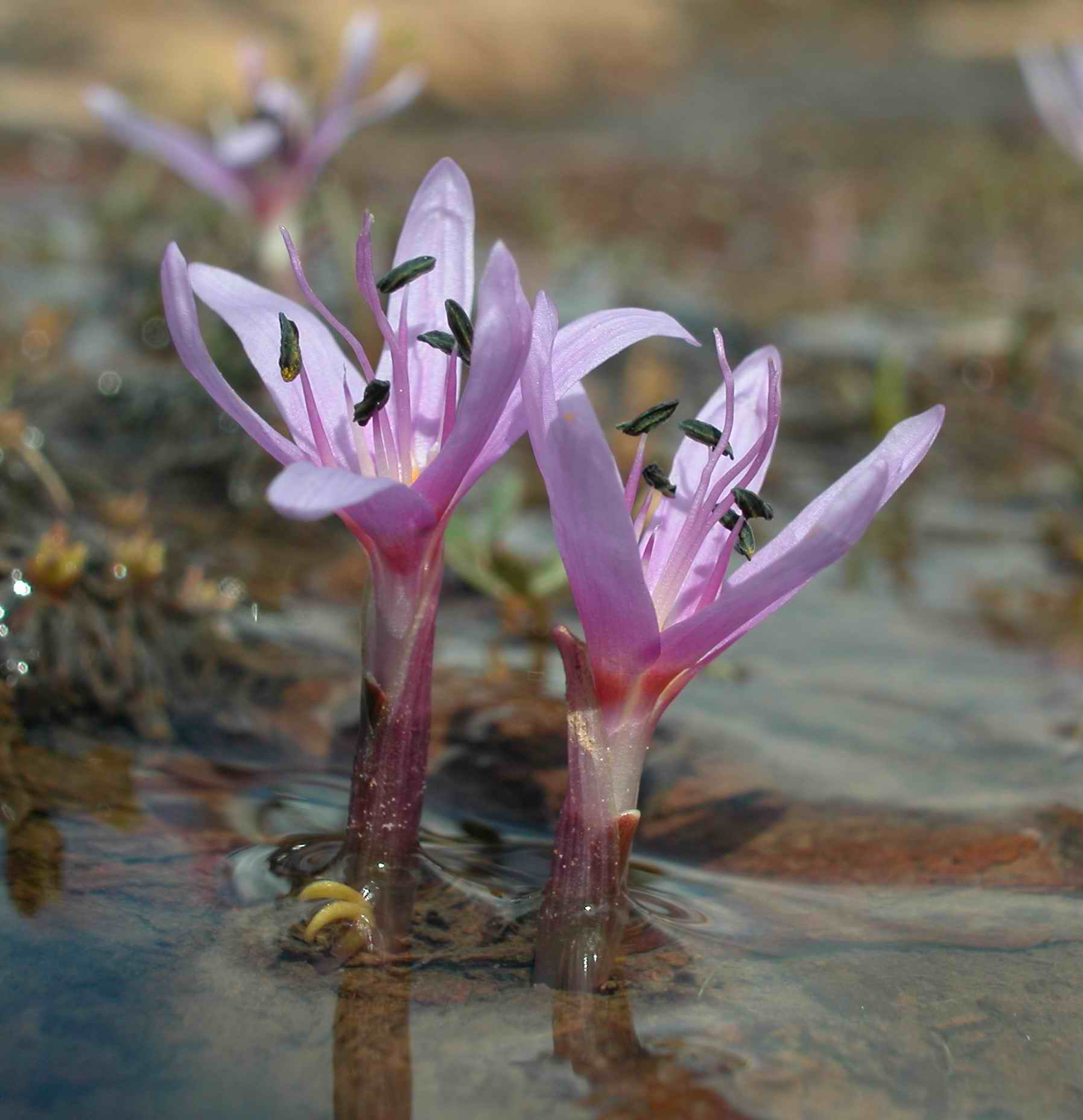
Colchicum figlalii (Ö. Varol) Parolly & Eren: Цей ендемік Сандрас Дагу, гір поблизу Мугла, був вперше описаний 1995 року.

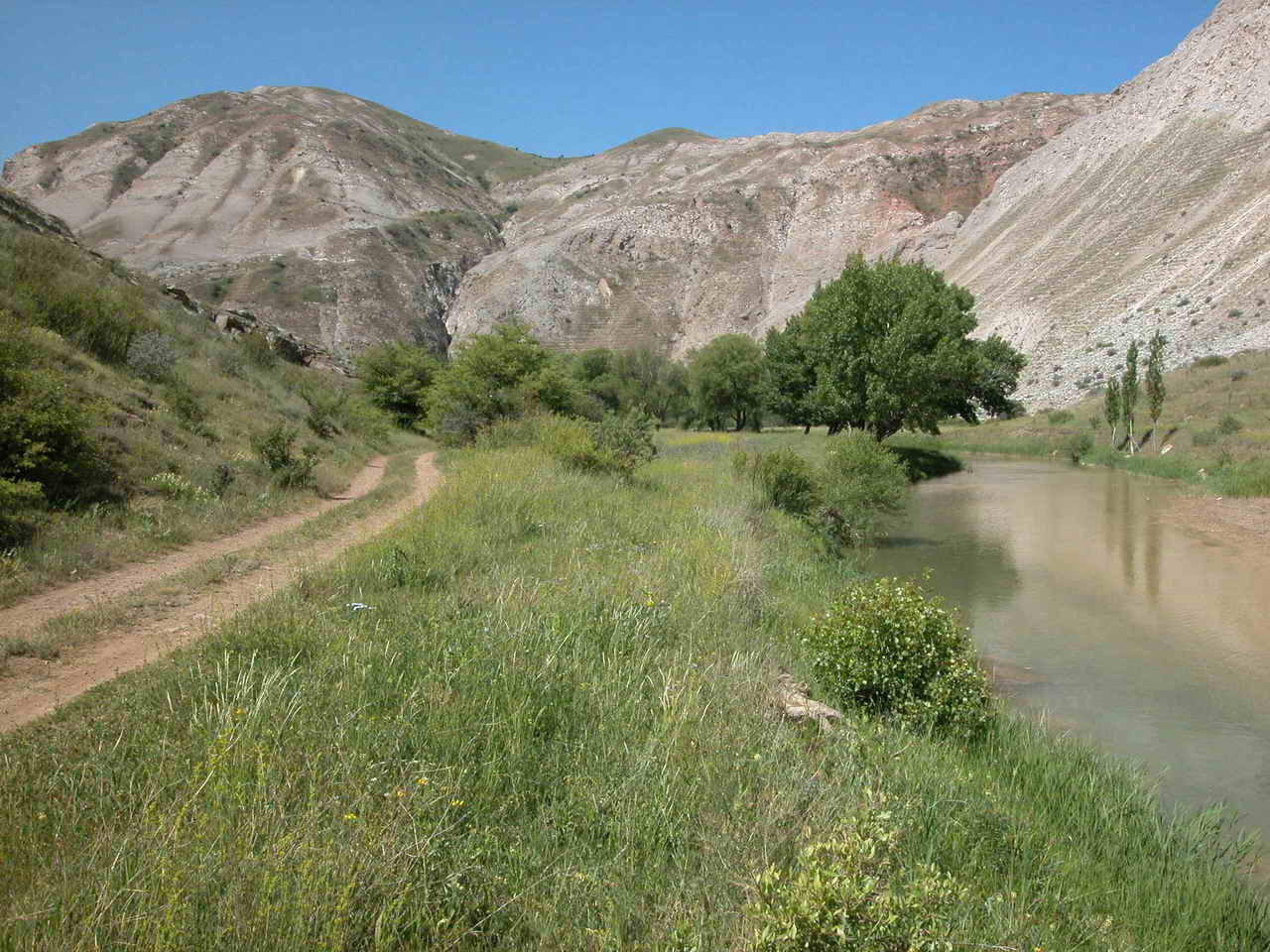
Гіпсові пагорби на південь від Сівасу: ці райони відрізняються великою кількістю ендеміків

Девіс та ін. (1988) підрахували, що майже третина турецьких видів рослин (30,6%) є ендемічними у Туреччині та прилеглих островах Егейського моря. Для порівняння в Австрії відповідний показник лише 1,56%, а на Британських островах він ще нижчий.
Одна з причин ендемізму в турецькій флорі є гірський і в той же час досить сильно фрагментований рельєф Анатолії. Насправді анатолійські гори нагадують архіпелаги, такі як знамениті Галапагоські острови. З часів Дарвіна ми знаємо, що географічна ізоляція між островами або територіями, розділених горами є важливим чинником видоутворення, що призводить до великої різноманітності. Для Анатолії це припущення пояснює концентрації ендеміків на вельми ізольованих і відносно старих масивах, як Улудаг або Ілгаз Даг, в той час як молоді вулканічні конуси, як Ерджіяс Даг або Хасан Даг бідні на ендеміки.

## Клімат
Клімат Туреччини надзвичайно різноманітний. Центральна Туреччина має континентальний клімат з холодною сніжною зимою і спекою влітку. На західному і південному узбережжі країни майже весь час тепло — там субтропічний, середземноморський клімат. На північному узбережжі країни морський клімат вологий і помірний. У західній половині випадає більше 1000 мм опадів на рік, в східній половині в середньому 2500 мм опадів на рік.

## Найважливіші представники флори

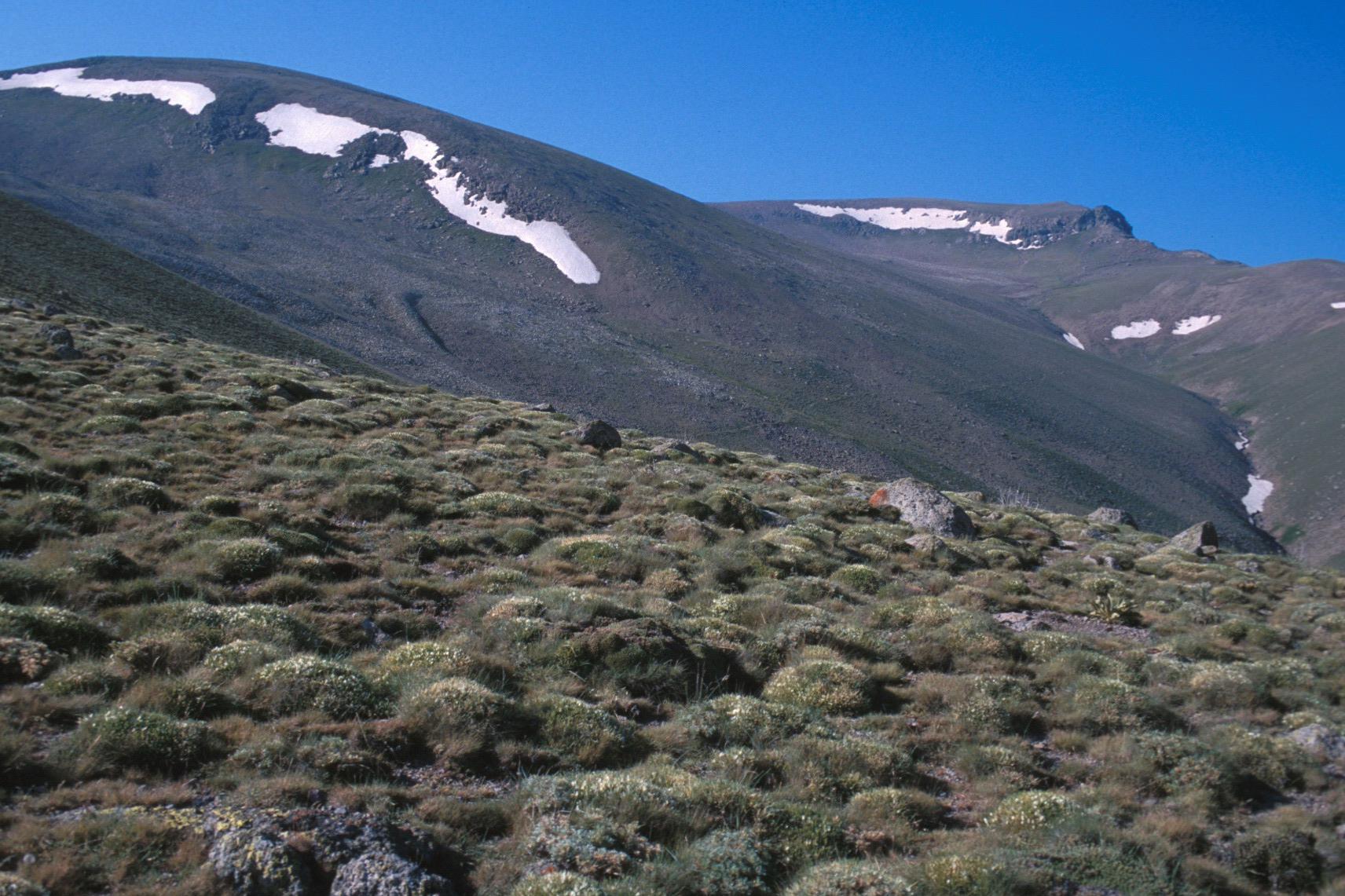
Пасовища з колючим подушкоподібним чагарником, що складається переважно з Astragalus angustifolius.— Мелендіз Даг, 2000 м над р.м.

Враховуючи чисельності видів роду Астрагал (Astragalus) на сьогоднішній день це найважливіший рід турецької флори. Це можна пояснити його схильністю до безлісих та сухих територій. Поширення представників цього роду різко збільшилося в результаті діяльності людини в історичні часи. Пластичність цього роду є досить високою. В залежності від умов навколишнього середовища маємо велику різноманітність форм: від крихітних однорічних рослин до невеликих колючих чагарників. Одним з найуспішніших форм турецького астрагала є колючі форми, що вкривають поверхню гір у вигляді колючої подушки. Є дуже характерною для сухих гір внутрішньої Анатолії. Такі колючки подушки є не лише астрагалові. Справді яскравий приклад конвергентної еволюції є вражаючі колючі подушки сформовані з Onobrychis Cornuta, що належить до бобових. Але є багато колючих подушок з Acantholimon (Plumbaginaceae). Навіть деякі Asteraceae (наприклад, в Туреччині Centaurea urvillei, C. Iberica) і гвоздикових (наприклад, Minuartia juniperina) розвивалася в цьому напрямку.
Другий за важливістю йде рід Verbascum (Коровяк) (ранникові) і третій рід Centaurea (айстрові). Для Verbascum Туреччина, очевидно, є центром поширення. З приблизно 360 видів в усьому світі не менше 232 знаходят в Туреччині, 79,4% з яких є анатолійськими ендеміками. Більшість видів Verbascum захищені від втрати води та голодної худоби щільною шаром деревоподібних мікро волосинок.

## Флора за регіонами

### Понтійські гори
На північних, більш вологих схилах (кількість опадів в Лазістані досягає 2 — 3 тис. мм на рік) широколистяні ліси з дуба, бука, змінюються з висотою змішаними та хвойними лісами та луками; в західній частині Понтійських гір представлена рослинність типу маквіс. На південних схилах гірські степи та напівпустелі чергуються з заростями колючих чагарників та змішаними лісами.

### Тавр
Південні, круті урвисті схили сильно зволожені (1000 — 3000 мм опадів на рік, максимум спостерігається взимку). До 800–1000 м вони покриті переважно маквіс (суничник, лавр, мирт, еріка деревоподібна, чист тощо.); вище — ліси з дуба, кипариса, а у верхньому поясі (до 2200–2400 м) — з сосни, ялиці, ліванського кедра. У верхньої межі лісу — зарості ялівцю, луки. На відносно пологих північних схилах, де випадає 300–400 мм опадів на рік, — степова рослинність, у східній частині Тавра — гірські степи та напівпустелі з колючими подушкоподібними чагарниками.

### Західний Тавр
Для звернених до узбережжя схилів передових хребтів Західного Тавра характерні хвойні, переважно, соснові ліси. Ближче до Анатолійського плоскогір'я поширені степові та напівпустельні ландшафти. З хвойних тут трапляються кущики арчи, нижче попадаються зарості барбарису. У посушливих місцях широко поширені акантолімони — низькорослі колючі рослини, які ростуть спільнотами подушкоподібної форми, та інші ксерофіти.

### Центральний Тавр
До висоти 2000 м схили гір Центрального Тавра покривають протяжні хвойні ліси. Породи дуже різноманітні: сосна, ялина, модрина, декілька видів арчи. Вище межі лісу у вологих лощинах трапляються альпійські луки, а в більш посушливих місцях виростають рослини азійських високогірних пустель та напівпустель — полин, ксерофіти тощо.